# Dindești, Satu Mare
Dindești (maghiară Érdengeleg, germană Gross Dengldorf) este un sat în comuna Andrid din județul Satu Mare, Transilvania, România.

 Acest articol despre o localitate din județul Satu Mare este deocamdată un ciot. Puteți ajuta Wikipedia prin completarea lui.